# Ali Paxá de Tepelene

## História
Ali Paxá de Tepelene (também ocorre, por vezes, a forma Tepedilene) (Tepelenë, 1750 – Mosteiro de Pandelimonos (perto de Janina) 24 de Janeiro de 1822), foi um militar albanês, famoso por alguns actos cruéis que lhe valeram o epíteto de "Leão de Janina".
Nasceu num clã poderoso de Tepelenë (na moderna Albânia) e passou grande parte da sua juventude como bandido, tendo-se refugiado nas montanhas e mesmo penhorado a sua espada para não morrer de fome. Uma mudança na sua fortuna permitiu-lhe voltar a Tepelene em triunfo, depois de ter prestado serviços ao governo do Império Otomano (a Sublime Porta). Nesse mesmo dia, assassina o seu irmão e aprisiona a sua mãe sob a acusação de o ter envenenado. Ascende, assim, à posição de governador da província de Rumélia, no Império Otomano, incluindo territórios da actual Albânia, Macedônia do Norte e Trácia, antes de se estabelecer em Janina.
Com o intuito de conseguir um porto marítimo na costa albanesa, Ali formou uma aliança com Napoleão. Com a derrota de Napoleão, Ali rapidamente estabeleceu nova aliança com os ingleses, o que lhe valeu a posse de três cidades costeiras no mar Adriático.
A sua crueldade tornou-se manifesta sobre os habitantes de Gardici (moderna Kardhiq), que teriam ofendido a sua mãe cerca de quatro décadas antes, ao condenar à morte, por esta razão, 739 descendentes masculinos dos ofensores que se encontravam já mortos.
Tal como Kara Mahmud Bushati, Ali Paxá quis criar um estado autónomo. Para isso, estabeleceu laços diplomáticos com os independentistas gregos, o que lhe valeu a inimizade do Sultão Mamude II. O sultão começou por destituí-lo dos seus cargos oficiais e chamou-o a Constantinopla. Contudo, Ali recusou-se a tal, levantando um movimento de resistência que viria a ser imortalizado por Lord Byron. Em janeiro de 1822, agentes turcos conseguiram assassiná-lo, enviando, de seguida, a sua cabeça para Constantinopla.